# Micromelalopha montium
Micromelalopha montium är en fjärilsart som beskrevs av Sergius G. Kiriakoff 1970. Micromelalopha montium ingår i släktet Micromelalopha och familjen tandspinnare. Inga underarter finns listade i Catalogue of Life.